# Bahnstrecke Nouzon–Gespunsart–Corbion
| Vizinalbahnhof Pussemange Luftaufnahme des Vizinalbahnhofs Pussemange, 1940: 1. Fahrkartenschalter und Zoll 2. Gebäude des Depotleiters 3. Schuppen und technisches Gebäude 4. Nach Nouzonville (CA-Strecke) 5. Nach Bouillon (SNCV-Strecke) |                                  |                           |                           |
| Streckenverlauf, 1940 Fahrplan der Chemins de fer départementaux des Ardennes, Mai 1914 |                                  |                           |                           |
| Streckenlänge: | 8 km + 18 km = 26 km             |                           |                           |
| Spurweite: | Ab 1897: 800 mm Ab 1903: 1000 mm |                           |                           |
| |                                  |                           |                           |
| \| \| \| von Dinant \| \| \| \| 0 \| Nouzonville \| Nouzonville \| \| \| \| nach Charleville-Mézières \| \| \| \| 2 \| La Forge \| La Forge \| \| \| 3 \| La Cachette \| La Cachette \| \| \| 6 \| Neufmanil \| Neufmanil \| \| \| 8 \| Gespunsart[1] \| Gespunsart[1] \| \| \| \| Grenze Frankreich/Belgien \| \| \| \| \| Pussemange \| \| \| \| \| Sugny \| \| \| \| \| Grenze Belgien/Frankreich \| \| \| \| \| Grenze Frankreich/Belgien \| \| \| \| \| Strecke von Sedan \| \| \| \| 26 \| Corbion \| Corbion \| \| \| \| Strecke nach Paliseul \| \| |                                  |                           |                           |
| Strecke von links (außer Betrieb) |                                  | von Dinant                | von Dinant                |
| Bahnhof (Strecke außer Betrieb) | 0                                | Nouzonville               | Nouzonville               |
| Abzweig geradeaus und nach rechts (Strecke außer Betrieb) |                                  | nach Charleville-Mézières | nach Charleville-Mézières |
| Haltepunkt / Haltestelle (Strecke außer Betrieb) | 2                                | La Forge                  | La Forge                  |
| Bahnhof (Strecke außer Betrieb) | 3                                | La Cachette               | La Cachette               |
| Bahnhof (Strecke außer Betrieb) | 6                                | Neufmanil                 | Neufmanil                 |
| Bahnhof (Strecke außer Betrieb) | 8                                | Gespunsart                | Gespunsart                |
| Grenze (Strecke außer Betrieb) |                                  | Grenze Frankreich/Belgien | Grenze Frankreich/Belgien |
| Bahnhof (Strecke außer Betrieb) |                                  | Pussemange                | Pussemange                |
| Bahnhof (Strecke außer Betrieb) |                                  | Sugny                     | Sugny                     |
| Grenze (Strecke außer Betrieb) |                                  | Grenze Belgien/Frankreich | Grenze Belgien/Frankreich |
| Grenze (Strecke außer Betrieb) |                                  | Grenze Frankreich/Belgien | Grenze Frankreich/Belgien |
| Abzweig geradeaus und von rechts (Strecke außer Betrieb) |                                  | Strecke von Sedan         | Strecke von Sedan         |
| Bahnhof (Strecke außer Betrieb) | 26                               | Corbion                   | Corbion                   |
| Strecke nach links (außer Betrieb) |                                  | Strecke nach Paliseul     | Strecke nach Paliseul     |

Die Bahnstrecke Nouzon–Gespunsart–Corbion war eine 26 Kilometer lange grenzüberschreitende Schmalspurbahn im Nordosten Frankreichs und Südwesten Belgiens, die abschnittsweise ab 1896 mit einer Spurweite von 800 mm in Betrieb genommen, im Jahr 1903 auf Meterspur umgespurt und abschnittsweise bis 1955 betrieben wurde.

## Geschichte
Der Streckenabschnitt Nouzonville–Gespunsart wurde von den Chemins de fer départementaux des Ardennes auf Drängen des französischen Militärs aus strategischen Gründen mit der ungewöhnlichen Spurweite von 800 mm gebaut, um ihre Nutzung durch eine feindliche Armee im Falle einer Invasion zu erschweren. Er wurde 1896 in Betrieb genommen und 1903 auf Meterspur umgespurt.
In Belgien errichtete die Nationale Kleinbahngesellschaft (Société nationale des chemins de fer vicinaux, SNCV) 1924, in der Nachkriegszeit des Ersten Weltkriegs, den Streckenabschnitt Sugny–Corbion, und im darauffolgenden Jahr wurde der grenzüberschreitende Streckenabschnitt Gespunsart–Sugny in Betrieb genommen. Während des Zweiten Weltkriegs wurde 1940 der grenzüberschreitende Betrieb auf dem Abschnitt Gespunsart–Pussemange stillgelegt und in der Nachkriegszeit nicht wieder aufgenommen. Aufgrund des sinkenden Verkehrsaufkommens wurden 1950 der Abschnitt Nouzonville–Gespunsart in Frankreich und 1955 der Abschnitt Pussemange–Corbion in Belgien stillgelegt.

## Bahnhöfe

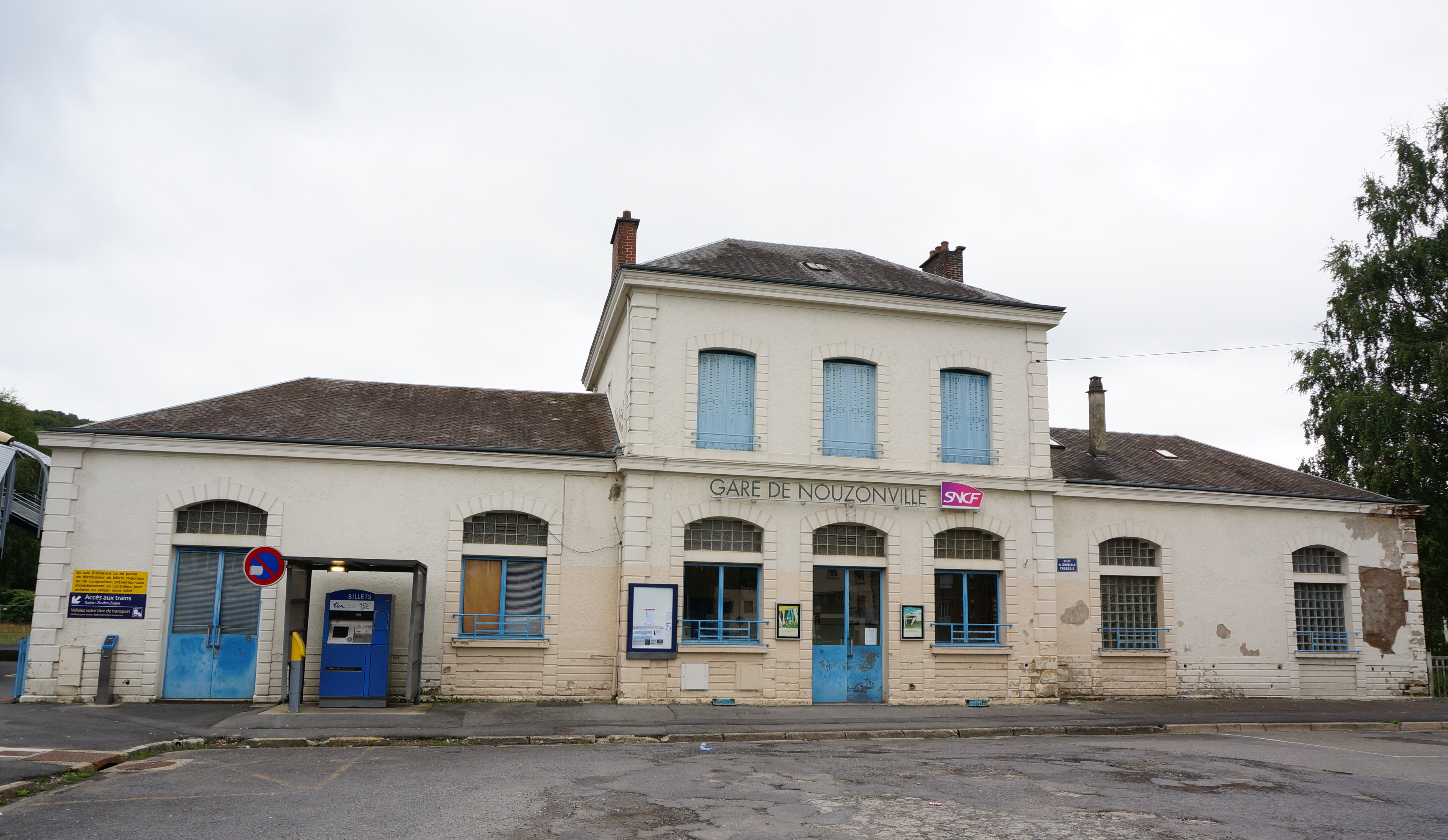
Nouzonville
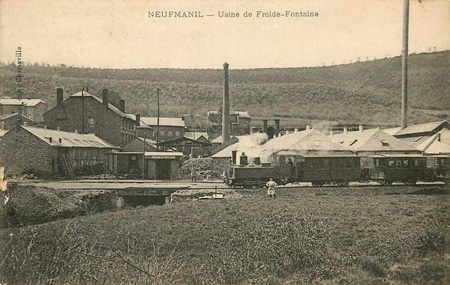
Neufmanil
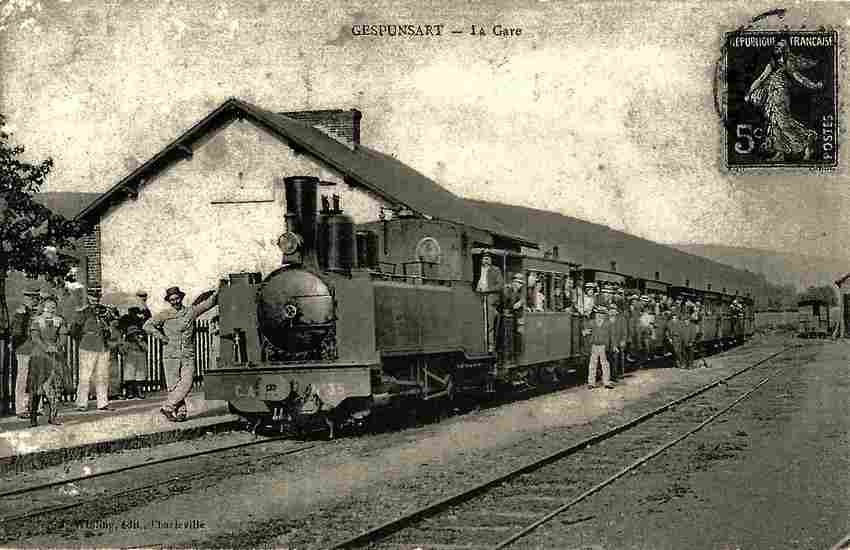
Gespunsart
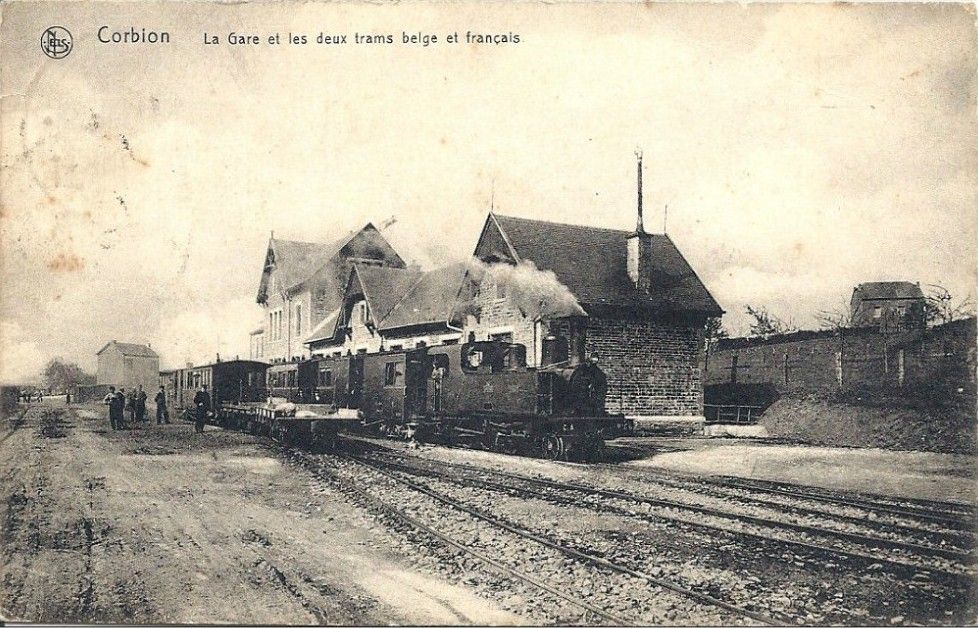
Grenzbahnhof Corbion mit Trambahnen der CA und SNCV